# 五胞体
五胞体（ごほうたい、英: 5-cell）とは、 4次元単体の事で、4次元多胞体の一種で、5つの胞で囲まれたものである。
全ての胞が四面体、全ての面が三角形である。四次元の多胞体の中で最も頂点、辺、面、胞の数が少ない図形（単体）であり、その三次元展開図は、四面体の面にさらに四面体を貼り付けた立体である。
六胞体以上と異なり五胞体のトポロジーは1種類しかなく、全ての五胞体は互いに同相である（頂点・辺・面・胞の接する関係が同じである）。

## 性質
- n 次元面の数は {\displaystyle {}_{5}\operatorname {C} _{n+1}} である（0≦n≦3）。つまり、頂点と胞はそれぞれ5つ、辺と面はそれぞれ10である。これらはパスカルの三角形の第6段の2～5番目の数字である。
- 胞は四面体、面は三角形、辺は線分である。
- 頂点形状は四面体である。頂点には4つの辺、6つの面、4つの胞が集まり、これらは四面体の頂点と辺と面の数（パスカルの三角形の第5段の2～4番目の数字）に対応している。
- 辺形状は三角形である。辺には面と胞が3つずつ集まり、これらは三角形の頂点と辺の数（パスカルの三角形の第4段の2, 3番目の数字）に対応している。
- 面形状は線分である。面には胞が2つずつ集まり、これは線分の端点の数（パスカルの三角形の第3段の2番目の数字）に対応している。

## 正五胞体

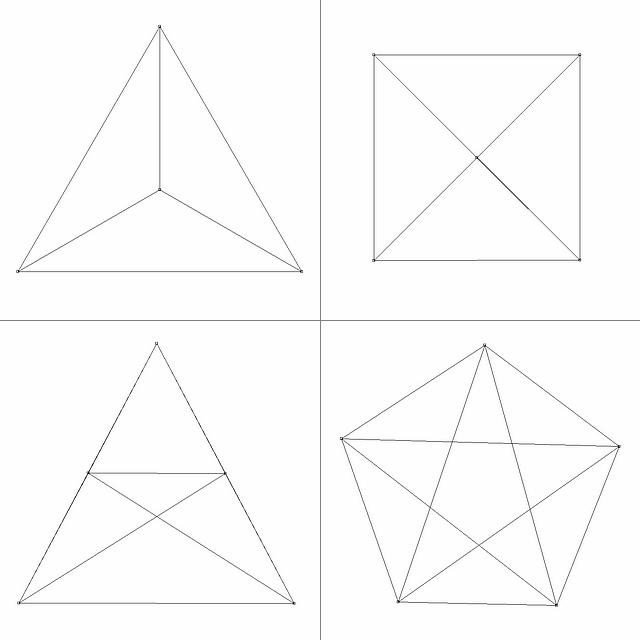
正五胞体

正五胞体とは、5個の四面体が全て正四面体でできている五胞体である。これは、四次元正多胞体の一種で四次元の正単体である。